# فنسنت إدواردز
فنسنت إدواردز (5 أبريل 1996 في الولايات المتحدة - ) (بالإنجليزية: Vincent Edwards)‏ هو لاعب كرة سلة أمريكي في مركز هجوم صغير الجسم. شارك في الألعاب الجامعية الصيفية 2017. ولعب مع Purdue Boilermakers men's basketball ‏.

## وصلات خارجية
- فنسنت إدواردز على موقع إن بي أي (الإنجليزية)
- فنسنت إدواردز على موقع سبورتس رفرنس (الإنجليزية)
- فنسنت إدواردز على موقع كرة السلة الأوروبية.كوم (الإنجليزية)
- فنسنت إدواردز على موقع كلية كرة السلة في سبورتس رفرنس.كوم (الإنجليزية)
- فنسنت إدواردز على موقع ريلجم (الإنجليزية)
- فنسنت إدواردز على موقع بروبوليرز (الإنجليزية)
- فنسنت إدواردز على موقع سبورتس رفرنس (الإنجليزية)